# Anomala rufipes
Anomala rufipes är en skalbaggsart som beskrevs av Hermann Burmeister 1855. Anomala rufipes ingår i släktet Anomala och familjen Rutelidae. Inga underarter finns listade i Catalogue of Life.